# Władysław Hasior
Władysław Hasior (phát âm tiếng Ba Lan: [vwaˈdɨswaf ˈxaɕɔɾ], sinh ngày 14 tháng 5 năm 1928 - mất ngày 14 tháng 7 năm 1999) là một trong những nhà điêu khắc đương đại hàng đầu của Ba Lan. Ông cũng là một họa sĩ và nhà thiết kế bối cảnh sân khấu.

## Tiểu sử
Władysław Hasior sinh ngày 14 tháng 5 năm 1928 tại Nowy Sącz. Trong các năm 1947-1952, ông theo học với Giáo sư Antoni Kenar tại Trường Trung học Kỹ thuật Nghệ thuật Thị giác Bang ở Zakopane. Từ năm 1952 đến năm 1958, ông học điêu khắc tại Học viện Mỹ thuật ở Warsaw. Trong hai năm 1959-1960, nhờ được nhận học bổng của Bộ Văn hóa Pháp, Władysław Hasior sống ở Paris để theo học Ossip Zadkine. Ông có triển lãm cá nhân đầu tiên vào năm 1961 tại Nhà hát Do Thái ở Warsaw. Sau đó, các tác phẩm của ông được triển lãm tại hơn 70 triển lãm cá nhân ở Ba Lan và Châu Âu. Năm 1968, ông trở lại trường học đầu tiên của mình và trở thành giáo viên ở đó cho đến năm 1968.
Władysław Hasior liên tục thử nghiệm các hình thức, kỹ thuật và chất liệu mới. Ông cũng là tác giả của nhiều tượng đài và tác phẩm điêu khắc ngoài trời độc đáo, cả ở Ba Lan và nước ngoài.
Władysław Hasior mất ngày 14 tháng 7 năm 1999 tại Kraków. Ông được chôn cất tại Nghĩa trang dành cho người có công tại Pęksowy Brzyzek ở Zakopane.

## Bảo tàng Hasior ở Zakopane
Phòng triển lãm dành cho các tác phẩm của Władysław Hasior bắt đầu hoạt động từ năm 1984, nằm trong khu cho thuê ghế ngồi ngoài trời của Khách sạn Warszawianka. Khách sạn này được xây dựng trước Chiến tranh thế giới thứ hai khi Zakopane là khu nghỉ mát phục vụ điều trị bệnh lao và giường nghỉ nơi thoáng khí là một hình thức điều trị phổ biến.
Phòng triển lãm Hasior là một chi nhánh chính thức của Bảo tàng Tatra. Władysław Hasior đã để lại "của hồi môn" khoảng một trăm tác phẩm. Ông liên tục phát triển và thay đổi phòng triển lãm, xây dựng một tác phẩm sắp đặt độc đáo của riêng mình bằng việc tạo ra một không gian kỳ diệu tràn ngập âm nhạc, ánh sáng và trở nên hư ảo với phản chiếu của những tấm gương khổng lồ.

## Tác phẩm tiêu biểu
- Niobe (1961)
- Sê-ri Banners (1965–1975)
- Golgota (1971)
- Dark landscape (1974)
- Embroidery of Character (1974)
- Interrogation of Angel (1980)

### Tượng đài
- For the rescuers ở Zakopane(1959)
- Organ trên Đèo Snozka gần Czorsztyn (1966)
- Burned Pieta gần Copenhagen (1972)
- Fire Birds ở Szczecin (1975)
- Fire Birds ở Koszalin (1977)

## Danh mục
- Anda Rottenberg, Teresa Jabłońska, Marek Pabis, Maciej Buszewicz, Magdalena Iwińska, Władysław Hasior, Olszanica 2004, publisher Bosz, ISBN 83-87730-93-9.